# Rachel Nicol
Rachel Nicol (Regina, 16 febbraio 1993) è una nuotatrice canadese. Durante la sua carriera, ha preso parte nel 2016, alle Olimpiadi di Rio gareggiando nei 100 rana e ai Giochi del Commonwealth 2018, in entrambe le occasioni senza ottenere una medaglia.

## Palmarès
- Mondiali

Budapest 2022: bronzo nella 4x100m misti.
- Mondiali in vasca corta

Windsor 2016: argento nella 4x100m misti.
- Giochi Panamericani

Toronto 2015: argento nella 4x100m misti e bronzo nei 100m rana.
Santiago del Cile 2023: oro nei 100m rana e nella 4x100m misti.
- Giochi olimpici giovanili

Singapore 2010: oro nei 50m rana, bronzo nei 100m rana e nella 4x100m sl.